# Universidad del Norte de Míchigan
La Universidad del Norte de Míchigan ó Universidad de Míchigan Septentrional (Northern Michigan University, NMU, en idioma inglés) es una universidad pública fundada en 1899 y localizada en Marquette, en la península superior del estado de Míchigan (Estados Unidos).
Con más de 9,000 estudiantes matriculados, es la universidad más grande de la península superior de Míchigan. La universidad es conocida por su extenso sistema inalámbrico que cubre no solo al campus, sino también a la ciudad de Marquette y a las comunidades de alrededor, y por su programa de ordenadores portátiles que presta ordenadores a los estudiantes a tiempo completo y a miembros del profesorado. La universidad es el alma mater de muchas personas conocidas: el fundador de Starbucks Howard Schultz; el Jefe Financiero de Kraft Foods Teri List-Stoll; y el ganador de campeonatos y entrenador de baloncesto universitario Tom Izzo.

## Historia
NMU fue fundada en 1899 por la Legislatura de Míchigan como Northern State Normal School con el propósito original de proporcionar a los profesores programas de preparación en la península superior de una Míchigan entonces salvajes y escasamente poblada. Cuando abrió sus puertas en 1899, NMU tenía 32 estudiantes inscritos que aprendían de seis profesores utilizando aulas alquiladas en el Ayuntamiento de Marquette. Los originales 20 acres (81,000 m²) del campus localizados en la esquina de Presque Isla y Kaye Avenue fue tierra donada por el empresario local y filántropo John M. Longyear, cuyo edificio académico homónimo, el Longyear Hall, abrió sus puertas a los estudiantes en 1900.
Durante el primer medio siglo de la universidad, la educación y formación a los profesores fue el foco principal de la pequeña universidad regional. Durante este tiempo, la universidad construyó sus edificios nativos Kaye y Peter White Halls, así como los edificios del campus de entrenamientos manuales, J.D. Pierce School. Los modestos incrementos en el número de alumnos inscritos dieron como resultado una serie de cambios de nombress a lo largo de los años: 
- Norther State Normal, 1899
- Northern State Teachers College, 1927
- Northern Michigan College of Education, 1942
- Northern Michigan College, 1955

En 1963, a través de la adopción de una constitución estatal nueva en Míchigan, Northern Michigan fue designada universidad comprehensiva sirviendo a las diversas necesidades educativas de la península superior de Míchigan. Durante este tiempo, el número de alumnos inscritos en esta pequeña universidad estatal creció (debido en gran medida a la apertura del Puente del Estrecho de Mackinac, enlazando el tráfico de vehículo entre las penínsulas superior e inferior); y como resultado, el campus se expandió rápidamente, aproximadamente al tamaño que tiene hoy en día. Los programas de grado acreditados se ofrecen por la Facultad de Artes y Ciencias, la Facultad de Económicas, la Facultad de Ciencias de la Salud y Estudios Profesionales.
Las licenciaturas fueron incluidas en 1928 cuando los cursos de nivel de máster se ofrecían en cooperación con la Universidad de Míchigan.
| Presidente                 | Años          |
| -------------------------- | ------------- |
| Dwight B. Waldo            | 1899-1904     |
| James H.B. Kaye            | 1904-1923     |
| John M. Munson             | 1923-1933     |
| Webster H. Pearce          | 1933-1940     |
| Henry A. Tape              | 1940-1956     |
| Edgar L. Harden            | 1956-1967     |
| John X. Jamrich            | 1967-1983     |
| James B. Appleberry        | 1983-1991     |
| William H. Vandament       | 1991-1997     |
| Judith l. Bailey           | 1997-2004     |
| Leslie E. Wong             | 2004-2012     |
| David S. Haynes (Interino) | 2012-2014     |
| Fritz J. Erickson          | 2014–presente |

## Perfil académico
NMU tiene cuatro divisiones académicas:
- Facultad de Artes y Ciencias
- Facultad de Económicas Walker L. Cislar, nombrada por el filántropo Walker Lee Cisler.
- Facultad de Educación e Investigación
- Facultad de Ciencias de la Sauld y Estudios Profesionales: Escuela de Educación, Liderazgo y Servicio Público, y Escuela de Enfermería

Dentro de estas cuatro divisiones académicas, se ofrecen 180 programas de grado.
Ubicación de datos
- El porcentaje de alumni que continúa su educación inmediatamente después de la graduación: 19.3%
- El porcentaje de alumni que trabaja/continúa su educación en los seis meses posteriores a la graduación: 81.1%

## Instalaciones

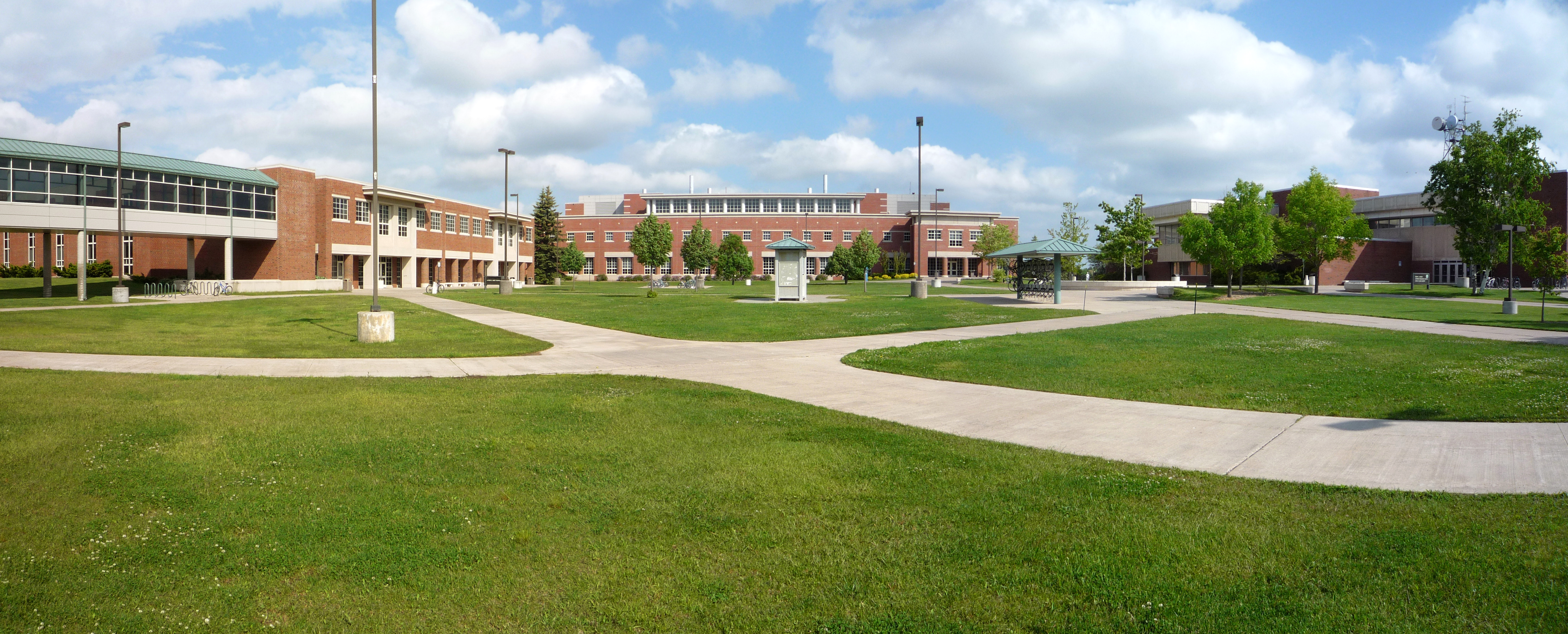
The Academic Mall: (de izquierda a derecha) un puente que proviene de Jamrich Hall (detrás de la cámara), West Science, New Science Facility y el Learning Resource Center.

NMU es un campus libre de tabaco.
Espacios educativos
En los 10 edificios donde se imparten las clases,  hay al menos 210 espacios eduactivos, cada uno de los cuales tiene una señal de Wifi lo bastante potente como para servir no solo al profesor sino también a cada estudiante. 112 de estas aulas tienen asientos para al menos 30 alumnos. Hay 63 aulas de uso general en las que se pueden programar múltiples disciplinas. Hay 4 aulas que son inteligentes, equipadas con tecnología de proyección de imágenes y sonido desde un ordenador portátil. Hay 14 aulas niveladas, 10 de las cuales son consideradas para conferencias con al menos 90 asientos. El aula más grande de conferencias, Jamrich 102, tiene 501 asientos. Hay 58 laboratorios cubriendo el espectro de artes y ciencias. Hay 28 aulas departamentales, 16 de las cuales son "inteligentes". Hay 3 instalaciones de aprendizaje a distancia, la más grande de las cuales es el Auditorio Mead con 100 asientos.
Arte y Diseño
- Esta instalación contiene más de 110,000 pies cuadrados (10,000 m²) de estudios, salas de conferencia, habitación de pantalla verde digital, estudio de sonido, revelado de fotografía , aulas de crítica y proyección, así como el Museo de Arte DeVos.  El Museo de Arte DeVos exhibe 10-12 exposiciones anuales de arte local, reginal, nacional e internacional. Con más de 4,000 pies cuadrados (370 m²),  es la galería de arte más grande en el campus y el único museo de arte con una colección permanente en la Península Superior.[8]

Centro de Acontecimientos Berry
- El centro de eventos estudiantiles multipropósito de Northern, fundado en parte por una donación de 2 millones de dólares hecha en 1971 por el antiguo alumno John Berry, abrió sus puertas en 1999 y es la sede del equipo masculino y femenino de hockey y de baloncesto de la Northern Michigan University. La instalación de 60,000 pies cuadrados (5,600 m²) contiene una pista de hielo de tamaño Olímpico (200 pies x 100 pies) y con capacidad para más de 4,000 asientos para eventos de hockey. El Centro de Eventos Barry fue construido en el sitio del antiguo Memorial Stadium.

Cohodas Halls

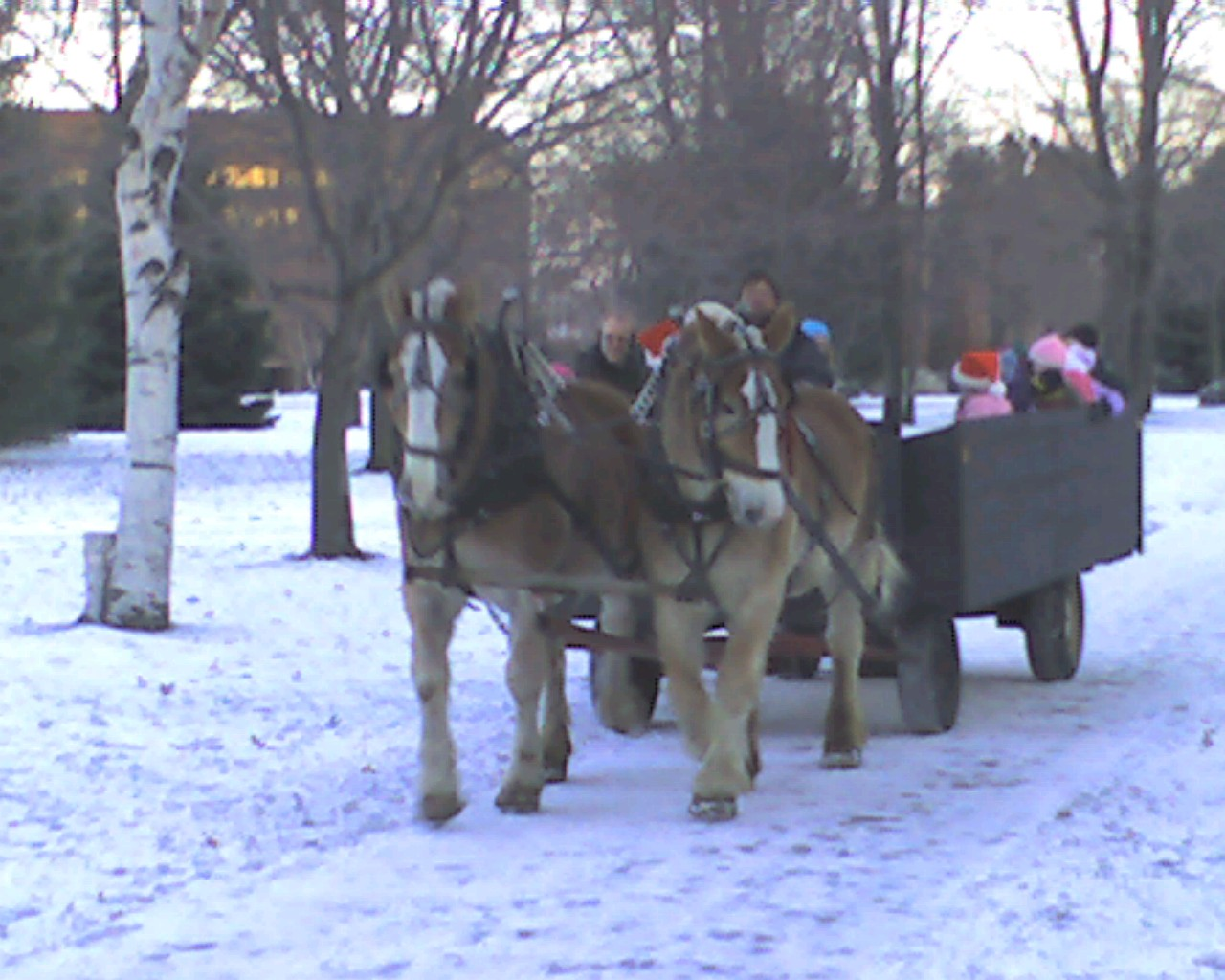
Una carreta pasa a través del corazón del campus de NMU. Cohadas Halls se puede ver al fondo.

- El edificio más alto encima campus, Cohodas Hall alberga las oficinas administrativas, así como las oficinas para la mayoría de los departamentos académicos. Completado en 1975, lel edificio se encuentra ubicado en el campus original del Northern. Fue nombrado en honor a al banquero de U.P y filántropo Sam M. Cohodas.[9]

Teatro Forest Roberts

- El Teatro Forest Roberst, con 500 asientos, fue nombrado en honor al antiguo jefe del departamento de Oratoria. El teatro tiene un sistema computerizado de luz y un sistema moderno de audio. Alberga hasta cinco grandes producciones teatrales al año.[10]

Gries Hall
- Antiguo edificio de residencias, Gries acoge ahora los departamentos de Ciencia Militar, Justicia Criminal, Inglés, Sociología, Trabajos Sociales y Psicología.[11] El Centro de Salut Ada B. Vielmetti proporciona atención de salud primaria y servicios farmacéuticos para alumnos y profesorado.[12]

Edificio CB Hedgcock

- Fue completamente renovado de una casa de campo a un centro de servicio estudiantil en 2004. Ahora alberga las oficinas del Decano de Estudiantes, Admisiones, Registro, Ayuda Financiera, Alojamiento y Vida en Residencia, Educación Multicultural, y otros servicios estudiantiles.  También localizado en Hedgcock está la Reynolds Recital Hall, una sala de conciertos con tecnología moderna y 303 asientos.

Jamrich Hall
- Jamrich Sala, abierto en otoño de 2014, contiene un gran número de salas de conferencias y aulas pequeñas. El edificio principal de aulas en el campus, este edificio fue nombrado en honor al antiguo presidente de la universidad John X. Jamrich.[13] La actual Jamrich Hall reemplazó a la anterior Jamrich Hall la cual fue construida en 1968. Este antiguo Jamrich fue demolido después de la construcción del nuevo edificio.

Biblioteca Lydia M. Olson

- La Biblioteca Lydia M. Olson, localizada dentro del Centro del Recursos del Aprendizaje Edgar L. Harden (LRC), alberga 544,219 títulos y 29,365 subscripciones periódicas.[14][15]

McClintock Hall
- El edificio presenta un Teatro Negro para producciones dirigidas por estudiantes y un laboratorio de audio moderno, así como aulas generales.[16]

Instalación Educativa de Educación Física

- La Instalación Educativa de Educación Física (PEIF) abrió en 1976. La instalación alberga la piscina PEIF, y el Arena Wandament, sede de los Wildcat de voleibol. También alberga dentro del PEIF un centro recreativo con una pared de escalada, sala de pesas, pistas de baloncesto, sala de spinning, siete pistas de racquetball, un estudio de baile, y varias aulas.[17]

Complejo de Ciencias Seaborg
- El Complejo de Ciencias Seaborg comprende las instalaciones de West Science y de New Science. En este edificio se ubican los departamentos de ciencias naturales, físicas y de la salud. Este complejo fue nombrado en honor a Glenn Seaborg, nativo de la Península Superior.[18]

Superior Dome

- El Superior Dome es el domo de madera más grande en el mundo y alberga el departamento atlético de NMU. El equipo de fútbol americano de NMU y otros equipos deportivos juegan ahí. Tiene capacidad para 8,000 asientos, pero pueden ser reorganizados a 16,000.

El Centro Jacobetti

- El Centro Jacobetti es la sede del Centro de Desarrollo Personal y Continuación de la Educación, que incluye dos departamentos: Ingeniería Tecnológica y Ciencias Ocupacionales. Un gran vestíbulo, conocido como "the commons", proporciona mesas y asientos para el estudio, debates o simplemente para disfrutar de la comida del Culinary Café, llevado por estudiantes. El exclusivo restaurante Chez Nous en el centro sirve como centro de entrenamiento para los servicios de cocina y hostelería. El centro fue bautizado así en honor a Dominic J. Jacobetti, representante de la Península Superior en el Senado del Estado, .[19]

Whitman Hall
- Esta instalación contiene el Decano de Ciencias de la Salud y de Estudios Profesionales, la Escuela de Educación, Liderazgo y Servicio Público, el Departamento de Lenguas Modernas y Literatura, y el Centro de Estudios Nativoamericanos. Antes de ser comprado por la universidad en 2002, el edificio albergaba una escuela primaria.

## Acreditación
Northern Michigan University es acreditado por la Comisión en Instituciones de Educación No Obligatoria de Norte Central Asociación de Escuelas Secundarias y Universidades.
Todos los programas de educación están acreditados por el Consejo de Acreditación de Educación de Profesores (TEAC). Otras acreditaciones incluyen la Junta de Acreditación de Ingeniería y Tecnología; la Alianza Americana para la Salud, Educación Física, Recreación y Baile; la Sociedad Química Americana; la Sociedad Americana de Citología; la Comisión sobre Acreditación de Profesionales Aliados de Educación de la Salud (Tecnología Quirúrgica); el Comité sobre Acreditación para el Cuidado Respiratorio de la Comisión sobre la Acreditación de Programas Aliados de Educación de Salud; el Consejo en Educación de Trabajo Social; el Departamento de Transporte Certificación de Administración de Aviación Federal; la Asociación Internacional de Counseling Servicios, Inc.; Comité de Revisión de la Junta encima Educación en Radiologic Tecnología; Departamento de Míchigan de Autorizar y Control, Junta Estatal de Enfermería; Nacional Acreditando Agencia para Ciencias de Laboratorio Clínico; y la Asociación Nacional de Escuelas de Música.
Además, los programas de enfermería (enfermería práctica, baccalaureate, y másters) son totalmente aprobados por el Departamento de Míchigan de Concesión de Licencias y Regulación, la Junta Estatal de Enfermería y el baccalaureate y masters están completamente acreditados por la Comisión de Educación de Enfermería Colegiadas (CCNE).
El programa de baccalaureate de la Facultad de Económicas Walker L. Cisler son acreditados por la Asociación Avanzada de Facultades de Negocios.

## Tecnología
La iniciativa de Enseñanza, Aprendizaje, y Comunicación (TLC) pone un ordenador portátil en manos de cada estudiante a tiempo completo y del profesorado.  Esta iniciativa hace que NMU tenga uno de los programas de portátiles públicos universitarios públicos más grandes en el mundo. Los participantes en el programa del portátil reciben un ordenador portátil nuevo cada cuatro años. El esfuerzo de Northern por todo el campus para el dominio tecnológio ayuda a los estudiantes de NMU a competir en el mercado global de alta tencología después de que se hayan graduado. La universidad tiene premios nacionales e internacionales por su trabajo innovativo en el área tecnológico en la educación no obligatoria. 

### Visión de iniciativa tecnológica
La visión de Norther Michigan University para la educación en el siglo XXI es un entorno de aprendizaje que abarca tecnología para realzar el acceso estudiantil, promover el desarrollo de los aprendices independientes y animar a la comunicación y a la colaboración. Para ayudar a conseguir esta visión, la universidad implementó un programa de ordenadores portátiles en otoño de 2000 que asegura que los estudiantes y el profesorado tienen las herramientas (software y hardware) para cubrir sus necesidades informáticas y de telecomunicaciones, promover la comunicación y habilitar el soporte de calidad. NMU es la primera universidad pública en Míchigan - pero hay muchas a lo largo de toda la nación - que persigue la idea de un campus "portátil". 
Desde 2002, la mayoría del campus y de los alrededores de la ciudad recibe cobertura inalámbrica de internet. Aunque se animan los documentos electrónicos, hay instaladas impresoras en varias localizaciones del campus para documentos impresos en papel.
En el otoño de 2009, la universad inició una iniciativa de conexión WiMAX.  Esta tecnología de largo alcanza ha traído el acceso a Internet a todos los estudiantes tanto dentro como fuera del campus. Fue la primera instalación educativa en crear tal iniciativa y un ejemplo de la visión de Northern para el futuro. A causa de su popularidad y reconocimiento, el presidente Barack Obama visitó el campus el 10 de febrero de 2011, donde él alabó el desarrollo en tecnología inalámbrica y promovió la Iniciativa Nacional Inalámbrica para que el 98% de los EE.UU tengan Internet de alta velocidad para el año 2016.
En 2015, la universidad empezó a trabajar en su red LTE Advanced. Northern tiene planes de reflejar la red de cobertura WiMAX con LTE, con la esperanza de terminar el trabajo para finales del semestre de invierno del 2016. Se planifica que la red WiMAX se desconectará al principio del semestre de otoño del 2017.
La universidad tiene un centro de servicio de ayuda para manejar los problemas de mantenimiento de los ordenadores portátiles.

### Coste a los estudiantes
NMU presta ordenadores portátiles a los estudiantes a tiempo completo con un ciclo de reemplazo de tres años (un estudiante nunca tendrá un ordenador de más de tres años de antigüedad). Los estudiantes que continúen sus estudios y que se pre-registen para el siguiente otoño, podrán usar el ordenador portátil a través del verano sin cargo adicional.
Los alumnos a tiempo parcial tienen la opción de participar en este programa. Por una tasa, los estudiantes a tiempo parcial pueden tomar prestados los ordenadores portátiles de la biblioteca a diario.

### Aspectos adicionales
NMU continúa apoyando y mejorando los "laboratorios de especialidades" como una función de necesidad y disponibilidad de recursos. Estos laboratorios se diseñan para cubrir las necesidades de programas académicos específicos que tienen equipamiento especial y necesidades de software (por ejemplo, diseño gráfico, ciencias de la informática, sistema de información geográfica, diseño asistido por ordenador, entre otros).El Centro de Tecnología Educativa en la Educación (CITE) en el LRC apoya el uso del profesorado de la tencología educativa.

## Deportes

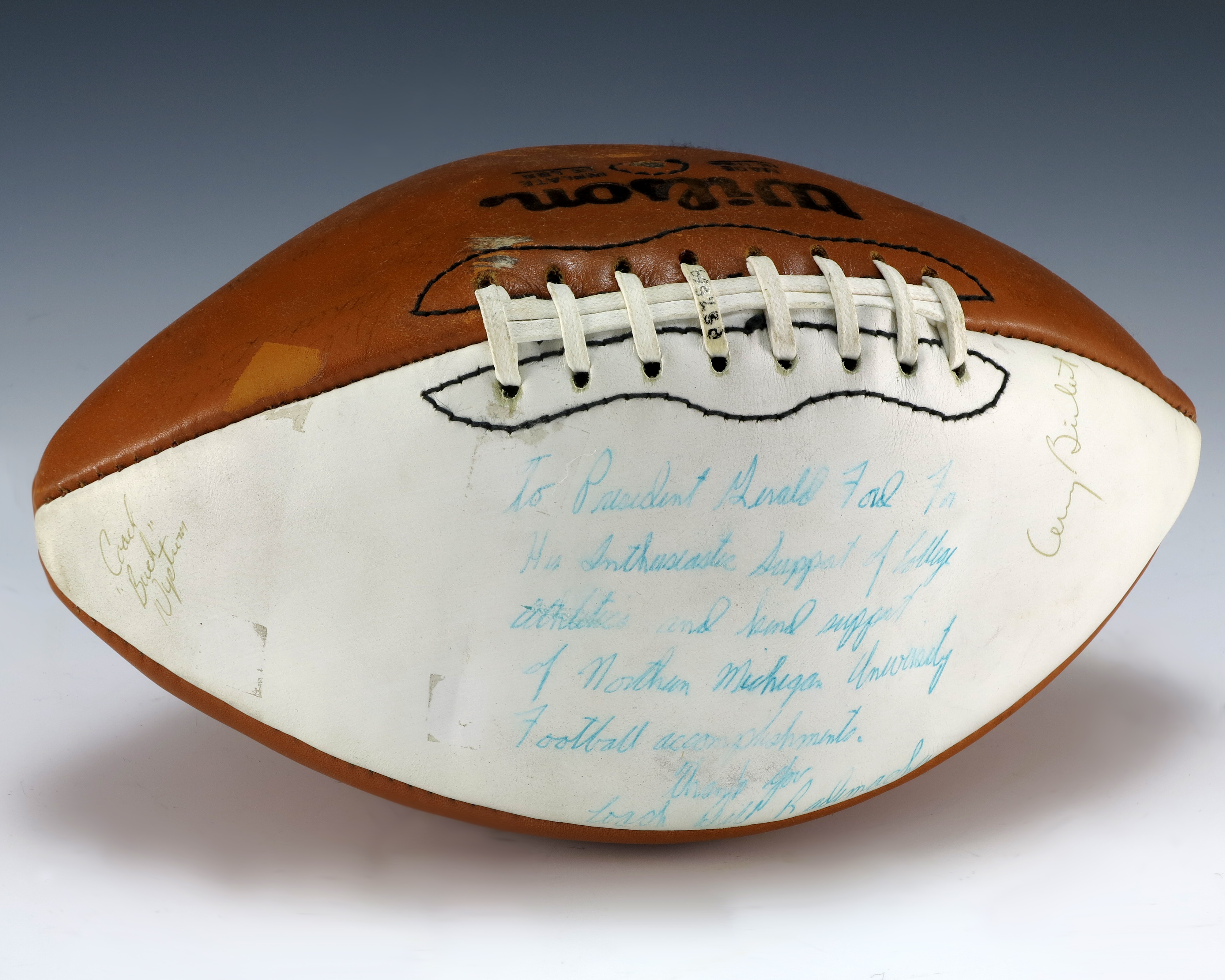
Un balón de fútbol americano firmado por el equipo de fútbol americano de los Northern Michigan Wildcats

Los Wildcats de NMU compiten en la División II de la Conferencia Atlética Interuniversitaria Great Lakes de la NCAA, en baloncesto, fútbol americano, golf, esquí, campo a través, fútbol, voleibol, y natación/buceo. El programa de hockey compite en la División I como miembro de la Asociación Universitaria de Hockey del Oeste. El equipo de fútbol americano de la División II juega en el domo más grande del mundo, el Superior Dome. Lloyd Carr, antiguo entrenador de la Universidad de Míchigan, el antiguo entrenador de la NFL Jerry Glanville, y Steve Mariucci, antiguo entrenador de los Detroit Lions y de los San Francisco 49ers, jugaron al fútbol americano para la NMU, y el actual entrenador de Michigan State Tom Izzo jugó al baloncesto en NMU. Los rivales de Northern Michigan son las dos universidades más grandes de la península superior: Michigan Technological University, y la Lake Superior State University.
El ganador del partido anual de fútbol americano entre NMU y Michigan Tech es premiado con la Miner's Cup.

### OTS
El Lugar de Entrenamiento Olímpico de los EE. UU. en el campus de Northern Michigan University es uno de los 16 lugares de entrenamiento Olímpico del país. El NMU-OTS proporciona oportunidades de educación secundaria y postsecundaria para los atlestas mientras les ofrecen entrenamiento de clase mundial.
Con más de 70 atletas residentes y entrenadores, el NMU-OTS es el segundo centro de entrenamiento Olímpico más grande en los EE.UU, en términos de residentes, por detrás del de Colorado Springs.  El USOEC tiene atletas más residentes que Lake Placid y Chula Vista combinados. Durante los años, ha crecido una mayor contribución al movimiento Olímpico de los EE. UU.
Los programas de entrenamiento para residentes actuales incluyen lucha grecorromana, pesos ligeros y lucha libre femenina. Los atletas deben ser aprobados por el NMU-OTS, por su órgano de gobierno nacional y por NMU para ser admitidos en el programa.
Los atletas de NMU-OTS asisten a NMU o al Marquette Senior, Marquette, Míchigan, mientras entrenan en sus respectivos deportes.  Los atletas estudiantiles reciben habitaciones gratis o a precios reducidos y acceso a las instalaciones de entrenamiento de clase mundial, así como medicinas deportivas y servicios de ciencias deportivas, tutorías académicas, y una renuncia para las tasas de matrículas para los estudiantes de fuera del Estado. Aunque los alteltas son resposables de la matrícula en la tasa de residentes estatales, pueden recibir la Beca B.J. Stupak para cubrir sus gastos.
Los atletas de NMU-OTS viven en Meyland Hall, comen en los comedores del campus, y entrenan en el Centro de Eventos Berry y en el Superior Dome.
El NMU-OTS también ofrece una variedad de campamentos de entrenamiento de corto tiempo; competiciones regionales, nacionales e internacionales; entrenadores y clíncas oficiales de educación; y un programa educacional de Olímpicos jubilados.

## Vida estudiantil

### Vida residencial
El gobierno de las residencias es una importante faceta en la vida estudiantil y en NMU. De diez a veinte estudiantes de cada una de las diez residencias son elegidos y/o nombrados para reunirse con el personal de su residencia semanalmente. Representan a sus compañeros en asuntos pertenecientes a su comunidad de la residencia y de la vida en el campus.
Los estudiantes que participan en gobiernos de las casas tienen la opción de participar en varias actividades de formación del liderazgo.
Un estudiante del campus superior (2 halls) y dos del campus inferior (8 halls) son elegidos para servir como Gobierno Estudiantil de NMU, ASNMU.
Los 10 edificios de residencia son:
- Gant Hall
- Halverson Hall
- Hunt Hall
- Magers Hall
- Meyland Hall
- Payne Hall
- Spalding Hall
- Spooner Hall
- VanAntwerp Hall
- West Hall

Además de las residencias, NMU opera y mantiene siete edificios de apartamentos en el campus.
Los apartamentos son
- Woodland Park (Abierto en 2006)
- Lincoln Apartaments
- Summit / Center Apartments
- Centrer / Norwood Apartaments
- Norwood Apartaments

Muchos de los edificios clasficiados arriba contienen "casas", comunidades más pequeñas dentro de cada residencia, los cuales participan en eventos del campus y socializan. Muchos tienen tradiciones de largo tiempo. Por ejemplo, Artic House en Hunt Hall realiza natación en Lake Superior a mediados del invierno. Es conocido como la inversión Artic. Muchas casas en Payne Hall se involucran en proyectos de voluntariado durante el año escolar. Las tradiciones de Northern Michigan Hall son numerosas e implican a los estudiantes, permiténdoles unirse como comunidad.

### Grupos y actividades

#### Organizaciones estudiantiles
NMU alberga un gran número de organizaciones estudiantiles, las cuales son gubernamentales, académicas, de programación, sociales, religiosas, y atléticas, así como las relacionadas con las residencias. Hay más de 300 organización registradas de estudiantes que proporcionan programas y actividades en la comunidad del campus. 

#### Armada ROTC
NMU orgullosamente alberga el "Wildcat Battalion" del Comando de Cadetes de la Armada de los Estados Undios. Aproximadamente 70 cadetes entrenan para ganar sus comisiones como Oficiales del Ejército de los Estados Unidos tanto en componentes de Deberes Activos como en Reserva. NMU ROTC también entrena a un especialmente selecto grupo de Cadetes para competir en la anual Ranger Challenger que tiene lugar en Fort McCoy, Wisconsin. 

#### Vida griega
Fraternidades
- Alpha Sigma Phi
- Tau Kappa Epsilon

Hermandades
- Alpha Gamma Delta
- Kappa Beta Gamma
- Phi Sigma Sigma

#### Programa de Asociación del Líder Estudiantil
El Programa de Asociación del Líder Estudiantil (SLFP) se compromete en desarrollar líderes competentes, éticos y centros en su comunidad. Durante un período de casi dos años, los estudiantes participan en seis áreas (Retiro de otoño, Mentores, Teoría del liderazgo y curso práctico, Construye habilidades! talleres de liderazgo, Prácticas en servicios comunitarios, y Ocasiones especiales) centrándose en el desarrollo propio y comunitario.

#### El Centro de Voluntariado
El Centro de Voluntariado de NMU está diseñado para asistir a los estudiantes, tanto a nivel individual como en organizaciones, así como al personal de la universidad y al profesorado, encontrando maneras en las que ellos puedan contribuir a la comunidad de Marquette.

#### Superior Edge
Único en Northern, este programa de desarrollo ciudadano-líder está abierto a todos los estudiantes de NMU, a pesar de su GPA, especialidad o año en la universidad. Los participantes pueden trabajar en cualquiera de los bordes; ciudadanía, conciencia de la diversidad, liderazgo y experiencia en el mundo real. Los estudiantes consigue un mínimo de 100 horas de voluntariado, contactos, horas de trabajo y aula por cada borde y escribir un trabajo reflexivo. Los logros del borde son grabados en el expediente de los estudiantes, junto a los logros académicos.
El Superior Edge fue desarrollado en 1004-05 por una fuerza especial que incluye a estudiantes, profesorado y empleados. El Superior Edge abarca una amplia gama de experiencia de clases interiores y exteriores que proporcionan a los estudiantes de Northern Michigan University con una ventaja distinta para prepararles mejor para sus carreras, el aprendizaje para toda la vida, la educación post-universitaria, y una vida como ciudadanos comprometidos.

#### Programa de Honores
El Programa de Honores proporciona a los talentosos estudiantes no licenciados la oportunidad de tomar rigurosos cursos que les dirigen a la designación de Lower Division Honors, Upper Divisions Honors, o Full Honors en su expediente académico. Para Full Honors, los estudiantes deben completos dos años (16-20 créditos) de cursos de honor de la división baja, dos años de una lengua extranjera, matemáticas en nivel pre-cálculo o superior, 12 créditos de cursos de división superior en su especializadión que han sido "honorizados", y un proyecto de culminación en el semestre final antes de su graduación. Para cualificar para la aceptación del programa, el alumnado tiene que tener un GPA de 3.5 o más alto (en una escala de 4.0), una puntuación de ACTO de 27 o más, y entregar dos cartas de recomendación. Aproximadamente 40 son admitidos cada año en este programa.

#### The North Wind
El North Wind empezó en 1972 como segundo periódico independiente, estudiantil de Northern Michigan University. El primer periódico de la universidad era The Northern News, el cual fue cerrado por publicar artículos en la década de los años 60 en el que hablaban de la universidad de un modo poco favorecedor. Coicidentemente en 2015, una onstroversia surgió entre la administración de la universidad y miembros de The North Wind, el cual alcanzó los tribunales federales sobre reclamaciones por violación de la primera inmediante antes de que el caso fuese desestimado. El periódico semanal cubre noticias sobre la universidad y la comunidad y se imprime la mayoría de miércoles durante el año escolar. Ray Bressette es el actual editor jefe de la publicación.

#### WUPX
WUPX es una estación de radio no comercial, dirigida por estudiantes de Northern Michigan University en la frecuencia 91.5 FM. WUPX proporciona a los estudiantes de NMU y al área de Marquette una amplia variedad de música, anuncio de eventos y actividades.

## Gobierno estudiantil
Los Estudiantes Asociados de la Northern Michigan University (ASNMU) está formado de tres ramas distintas: Ejecutivo, Legislativo y Judicial.  Los representantes elegidos para representar grupos de Asuntos Estudiantiles y los asuntos Académicos comprenden la Rama Legislativa con un miembro de la Rama Legislativa elegido presidente de la Asamblea. La Magistratura de Todos los Estudiantes (ASJ), la rama judicial de ASNMU, es una junta compuesta de 16 estudiantes que escuchan casos en los que se ven involucreados los estudiantes que violan el Código del Estudiante Universitario. El Comité de Finanza Estudiantil (SFC) es un sub-comité que supervisa la colección y desembolso de la Tasa de Actividad Estudiantil y gobierna el desembolso de los fondos de las organizaciones registradas de estudiantes.

## Alumni destacados

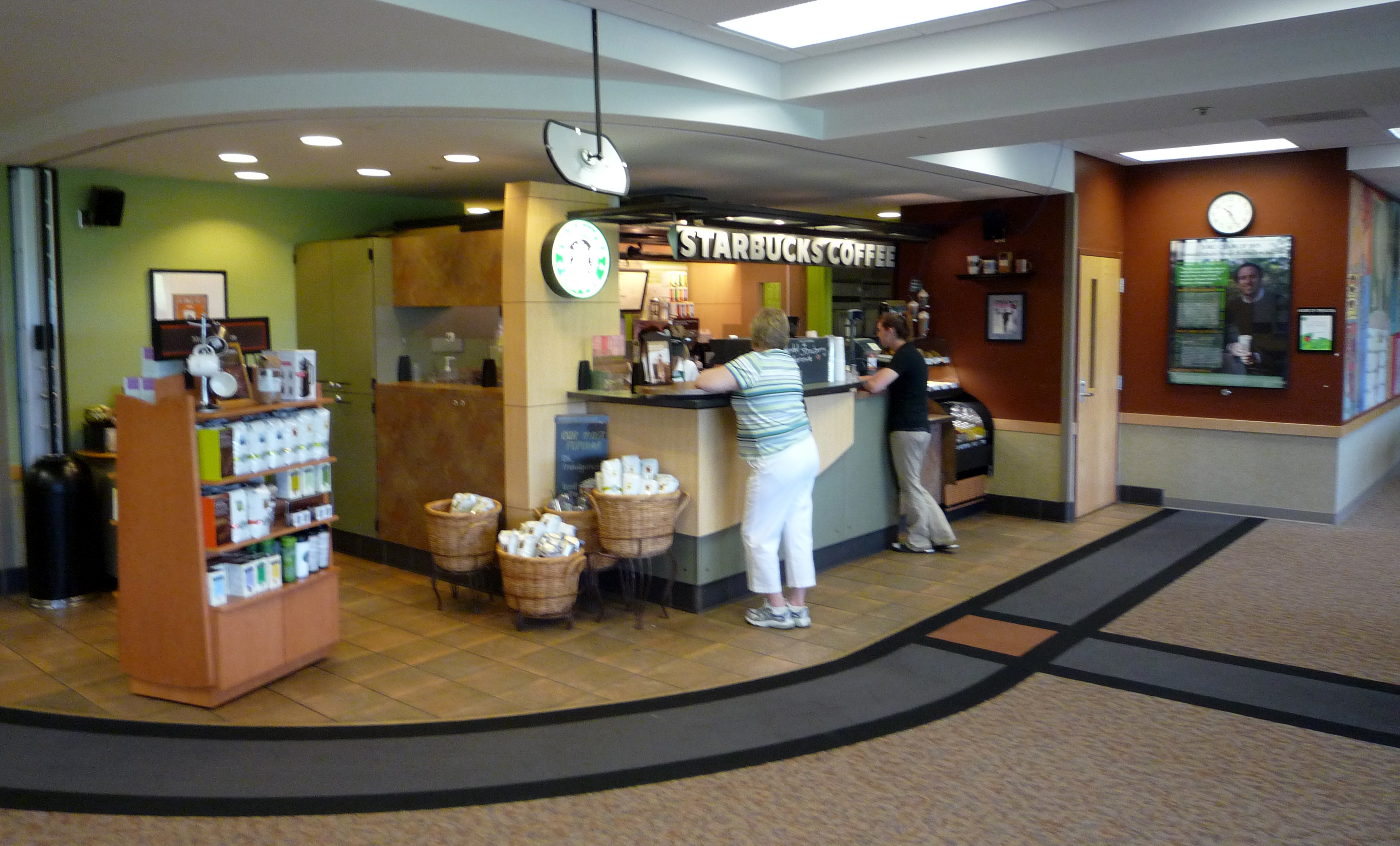
El CEO de Starbucks, Howard Schultz, es un alumnus de NMU. Como resultado, NMU tuvo la primera cafetería Starbucks en la península superior de Míchigan (localizado en el Centro de Recurso del Aprendizaje). Él aparece en el cartel de la derecha.

### Artes y Cultura
- John Lautner, moderno arquitecto internacionalmente conocido
- Howard Schultz, CEO y Presidente de Starbucks

### Negocios, Gobierno e Investigación
- John D. Holum, director de la Agencia de Control de Armas y Desarme de los EE. UU. y de la Secretaría de Estado para el Control de Armas y Seguridad Internacional, bajo el mandato de Bill Clinton.[34]
- David Prychitko, investigador digno de mención, autor y profesor de economía en Northern Michigan University.
- Joseph A. Strohl, antiguo miembro del Senado Estatal de Wisconsin.

### Deportes y Entretenimiento
- Nick Baumgartner, medallista de oro en los X Juegos de Invierno en el Snowboard Cross de 2011, y miembro del equipo Olímpico estadounidense de snowboarding
- Chas Betts, Lucha grecorromana
- Andy Bisek, Lucha grecorromana
- Timothy Bradley, boxeador profesional, campeón de peso wélter y de peso junior-wélter
- Jason Cameron, actor y entrenador personal; anteriormente de While You Were Out, y actualmente afiliado con DIY Network
- Cornelius Coe, jugador de fútbol americano
- Shani Davis, patinador de velocidad Olímpico; primer atleta negro de cualquier nación en ganar una medalla de oro en un deporte Olímpico de Invierno individual; ganó dos oros y dos platas en las Olimpiadas de invierno de 2006 y de 2010
- Lloyd Carr, antiguo entrenador de fútbol, Universidad de Míchigan
- Dallas Drake, jugador de hockey, ganador de la Copa Stanley con los Detroit Red Wings en 2008; antiguo capitán de los Saint Louis Blues
- Vernon Forrest, boxeador profesional, campeón de peso wélter y de peso ligero-pesado
- Jerry Glanville, entrenador de los Houton Oilers y de los Atlanta Falcons; también de la Universidad Estatal de Portland[35]
- Caitlin Compton Gregg, esquiadora de cross-country, se llevó el bronce en el Campeonato Mundial de Esquí Nórdico de 2015
- Erik Gustafsson, jugador de hockey para los Philadelphia Flyers
- Tom Izzo, entrenador de baloncesto masculino, Michigan State University
- Bob Kroll, jugador de la NFL para los Green Bay Packers
- Trever Kruzel, antiguo long snapper de la NFL para los Detroit Lions
- Mark Maddox, jugador de la NFL para los Buffalo Bills
- Steve Mariucci, entrenador de los Detroit Lions, de los San Francisco 49ers, y de la Universidad de California[36]
- Mark Olver, jugador de hockey para los Colorado Avalanche
- Nathan Oystrick, jugador de hockey para los Arizona Coyotes
- Mike Santorelli, jugador de hockey para los Vancouver Canucks
- Jackie Swanson, actriz, serie de televisión Cheersmás películas incluyendo Lethal Weapon, y numerosos anuncios para televisión
- Brian Viloria, boxeador profesional
- Ed Ward, jugador de hockey para los Calgary Flames
- Steven Wiig, actor de Into the Wild y músico
- Jerry Woods, jugador de la NFL para los Green Bay Packers

## Escuelas autónomas
NMU opera siete escuelas charter por todo Míchigan.
- Escuela Pública Bahweting Anishnabe en Sault Ste. Marie.
- Academia Charter Burton Glen en Burton.
- Academia Escolar Pública Nah Tah Wahsh en Wilson.
- Academia North Star en Marquette.
- Academia Charter Walton en Pontiac.
- Academia Preparatoria Charter Experiencia en Detroit.
- Academia Charter Southpointe Scholars en Ypsilanti.

A partir del 1 de julio de 2014, NMU añadirá tres escuelas chárter más: la Academia Frances Reh en Saginaw, la Academia George Crocket en Detroit, y la Academia Universal Leadership en Port Huron.

## Rankings y honores
- La edición de 2008 edición de "las mejores de universidad de América", compilado por U.S. News & World Report, calificó a Northern Michigan University como una institución de tercer nivel.[38]